# Daniel Pancu
Daniel Gabriel Pancu (n. 17 august 1977, Iași, România) este un antrenor român de fotbal cunoscut pentru activitatea sa ca fotbalist la Rapid București.

## Cariera de jucător
A început ca portar la echipa de juniori a Politehnicii Iași. Exasperându-l cu ieșirile sale, l-a forțat pe antrenorul lui de atunci să îl mute ca mijlocaș. A fost transferat la Rapid, transferul său fiind extrem de mediatizat. Daniel Pancu a câștigat titlul de campion cu Rapid în sezonul 1998-1999 sub comanda lui Mircea Lucescu. A fost poreclit „Pancone” de suporterii rapidiști.
În 1999 a fost transferat de echipa italiană de Serie B AC Cesena. Nu a confirmat și a revenit sub podul Grant pentru a întări Rapidul lui Anghel Iordănescu, părăsind iarăși Giuleștiul în 2002, după un sezon de excepție în care a cucerit Cupa României după o finală cu Dinamo. Conducătorii clubului turc Beşiktaş Istanbul au fost cuceriți de talentul ieșeanului și au plătit Rapidului 2,5 mil $. Pancu a primit inițial tricoul cu nr. 9.
Pancu a impresionat în fotbalul turc după un meci cu rivala Fenerbahce, în care a făcut o partidă mare în poarta vulturilor. După acest meci Daniel Pancu a primit tricoul cu nr. 1, clubul turc realizând venituri impresionante din vânzarea produselor inscripționate cu numele fotbalistului român, care în urma acestei experiențe a fost poreclit "Pantera". Pancu a ajuns pentru a treia oară la Rapid în iarna anului 2006, cucerind iarăși Cupa României alături de echipa care a realizat cea mai mare performanță europeană din istoria clubului. În martie 2006 a primit Medalia „Meritul Sportiv” clasa a II-a cu o baretă din partea președintelui României de atunci, Traian Băsescu, deoarece a făcut parte din echipa Rapidului care a obținut calificarea în sferturile Cupei UEFA 2005-2006.
La sfârșitul sezonului, jucătorul numit de suporteri „Ronaldo din Giulești” a revenit în Turcia la gruparea Bursaspor. Daniel Pancu nu s-a regăsit însă, evoluțiile sale nefiind atât de consistente pe cât se așteptau fanii și conducătorii clubului Bursaspor. Pancu a dezamăgit și în ianuarie 2008 a pus capăt colaborării cu turcii, cele două părți reziliind contractul pe cale amiabilă. Ulterior, jucătorul a semnat un contract pe șase luni cu Rapid București.
În vara anului 2008, Daniel Pancu și-a reziliat de comun acord contractul cu echipa Rapid București și a semnat cu echipa de prima ligă rusă, FC Terek Groznîi unde a evoluat timp de un sezon și jumătate. În ianuarie 2010, după ce contractul cu rușii a luat sfârșit, Pancu a semnat o înțelegere pentru șase luni cu echipa bulgară ȚSKA Sofia. La finalul contractului, a revenit în România, unde s-a alăturat echipei FC Vaslui.
După șase luni petrecute la Vaslui, a renunțat la contract pentru a reveni la Rapid București. În iunie 2015 a semnat un contract pe un an cu FC Voluntari.

## Cariera de antrenor
La 2 octombrie 2018, Daniel Pancu a fost numit antrenor principal la Rapid București. A obținut promovarea echipei din Liga III în Liga II, după ce a pierdut un singur meci. 
În august 2020, a devenit antrenorul echipei Poli Iași. După 19 etape din sezonul 2020-21, Pancu și-a reziliat contractul din cauza rezultatelor slabe, echipa fiind pe ultimul loc în clasament.
Pe 25 iulie 2023, a fost prezentat ca noul selecționer pentru Echipa națională de fotbal a României Sub-21. Cu aceasta, a terminat pe primul loc preliminariile pentru Campionatul European de Fotbal Sub-21 2025.

## Palmares
- Rapid București
  - Liga I (1): 1998–99
  - Cupa României (3): 1997-98, 2001–02, 2005–06
  - Supercupa României (2): 1999, 2002

- Beșiktaș
  - Super Lig (1): 2002–03
  - Cupa Turciei (1): 2005–06

## Controverse
În aprilie 2013, Daniel Pancu a fost condamnat la cinci luni de închisoare cu suspendare, pentru că a condus mașina în stare de ebrietate.
În august 2020 Daniel Pancu a decis să se implice politic sprijinind în campania electorală pentru alegerile locale pe primarul în funcție al Bucureștiului, Gabriela Firea și candidând pentru Consiliul General al Municipiului București pe listele Partidului Social Democrat.
Cu câteva zile înainte de anunțarea candidaturii la CGMB Daniel Pancu semnase un contract de antrenor cu CSM Politehnica Iași, 
Pancu a declarat că mai important este contractul cu echipa din Iași, și că vrea doar să o ajute pe Gabriela Firea.
Susținerea candidaturii Gabrielei Firea l-a determinat pe editorialistul Bogdan Fechită să amintească de un vechi slogan al fanilor echipei Rapid, prin care își proclamau neimplicarea politică, arătând contrastul între atitudinea lui Pancu și valorile suporterilor echipei de care și-a legat mare parte din cariera de jucător și antrenor.